# Muerte de Sonja Engelbrecht
La muerte de Sonja Engelbrecht es un caso criminal sin resolver de Múnich, en Alemania. La joven desapareció la noche del 10 al 11 de abril de 1995, con 19 años. Su muerte se anunció el 23 de noviembre de 2021, tras descubrirse, en verano de 2020, sus restos en un bosque cerca de Kipfenberg. La policía no ha determinado la forma de la muerte, pero asume que fue asesinada en un ataque con motivación sexual.
El caso de Engelbrecht ha generado una cobertura sostenida durante varias décadas tanto en la prensa sensacionalista como en los diarios generalistas alemanes. Se ha descrito como uno de los principales casos de desaparición de Alemania y el caso sin resolver más famoso de Múnich y en Baviera.

## Biografía
Sonja Engelbrecht (4 de abril de 1976; desaparecida el 11 de abril de 1995; encontrada muerta en 2020) era estudiante de una escuela de formación profesional con especialización en economía y realizaba prácticas en un bufete de abogados. En el momento de su desaparición, vivía con sus padres en el distrito de Laim de Múnich. Engelbrecht tenía una hermana mayor con la que compartía coche.
Según sus padres, Engelbrecht tenía un grupo fijo de amigos con los que salía los fines de semana, pero personalmente era bastante tímida. Escuchaba música dark wave y frecuentaba clubes como el Tilt, el Flex y el Backstage, dedicados a la escena musical alternativa de Múnich. Engelbrecht tuvo varios pretendientes, pero en el momento de su desaparición no mantenía ninguna relación estable. Sus padres también declararon a la prensa que mantenía una buena relación con ellos y que no consumía drogas. Esto se corroboró tras su desaparición, cuando la policía investigó posibles vínculos con el mundo de la droga de Múnich, pero no pudo encontrar ninguna conexión.
Engelbrecht era alta y delgada, medía unos 1,70 m y pesaba 50 kg. Tenía el pelo largo y rubio, ojos azul verdoso, orejas perforadas y llevaba un pirsin en la aleta de la nariz, un aro. Su aspecto general se describe como atractivo. La noche de su desaparición llevaba un jersey morado, pantalones de cuero negros, una chaqueta de cuero negra y botas negras de caña alta.

## Desaparición

### Lunes 10 de abril
Engelbrecht no tenía previsto salir el 10 de abril, pero cambió de idea espontáneamente cuando un amigo del colegio la invitó al pub Zum Vollmond,. frecuentado por un público más joven interesado en los estilos de música independiente, wave y punk. A pesar de ser lunes, Engelbrecht no tenía que asistir a clase al día siguiente debido a que su escuela de formación profesional estaba de vacaciones de primavera durante la Semana Santa.
A las 21:15 horas, Engelbrecht se reunió con su amigo en la Estación Central de Múnich, desde donde tomaron la línea U1 de metro hasta Stiglmaierplatz. A continuación, se dirigieron a pie al pub Zum Vollmond, situado en la Schleißheimer Straße, adonde llegaron sobre las 21:40 horas. En el pub se encontraron casualmente con dos conocidos y los cuatro pasaron un rato juntos.

### Martes 11 de abril

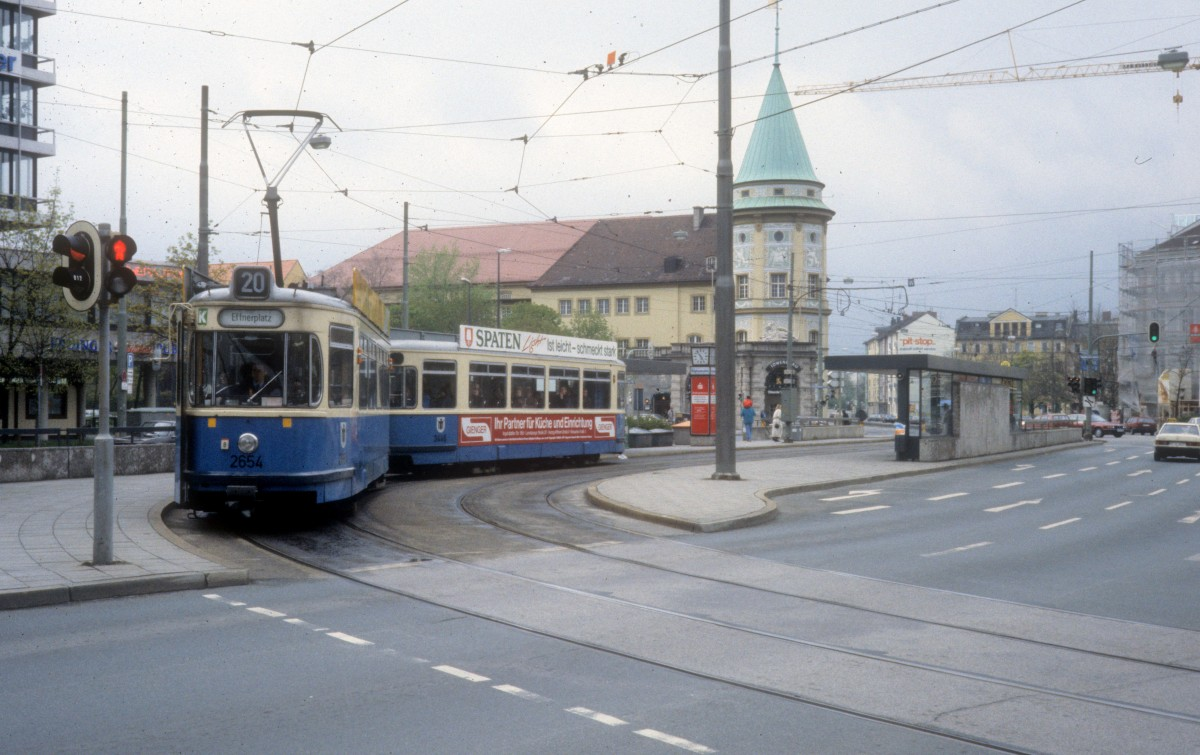
Engelbrecht fue vista por última vez por un testigo el 11 de abril de 1995 a las 2:28 horas de la madrugada, en Stiglmaierplatz (mostrada aquí en 1990).

En algún momento después de medianoche, el grupo decidió continuar la noche en el apartamento de uno de esos conocidos, situado en la cercana Schellingstraße. Alrededor de las dos de la madrugada, Engelbrecht y su amigo salieron del piso y volvieron andando a Stiglmaierplatz, donde se concentran varias líneas de transporte público de Múnich. Engelbrecht quería llamar a su hermana para que la recogiera y la llevara a casa, mientras que su amigo quería volver en tranvía. Llegaron a Stiglmaierplatz a las 2:28 de la madrugada y se acercaron a una cabina telefónica. Sin embargo, cuando su acompañante vio llegar la línea de tranvía N20, le dio su tarjeta telefónica y partió rápidamente hacia el tranvía. Engelbrecht se quedó sola y desde entonces no se la vio ni se supo nada de ella.

## Investigación
Los padres de Engelbrecht informaron a la policía de la desaparición de su hija el miércoles 12 de abril. La policía no investigó inmediatamente porque Engelbrecht era mayor de edad. Supusieron que se había fugado por unos días y que probablemente reaparecería sola.

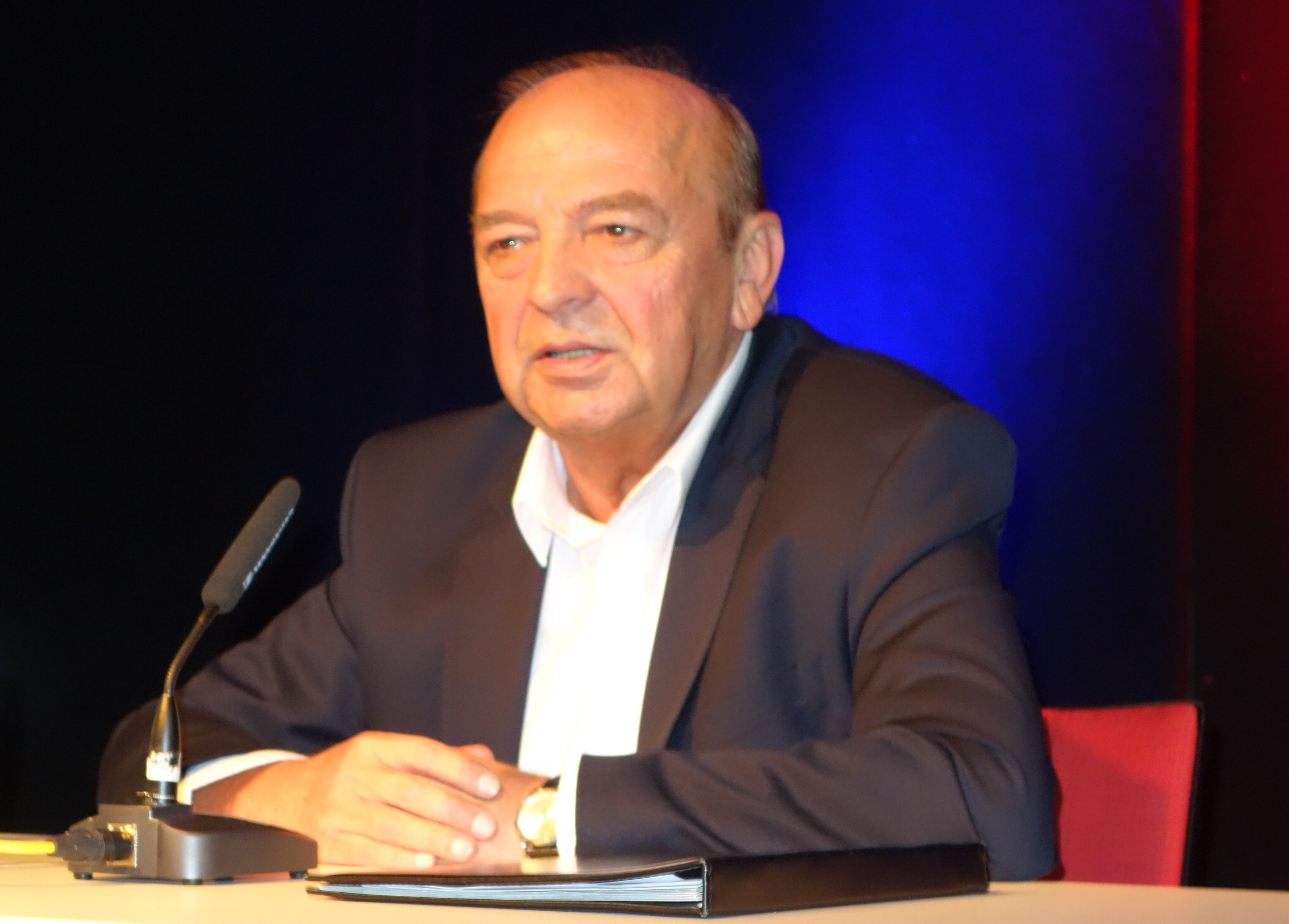
Josef Wilfling, jefe de la división de homicidios de la policía de Múnich en la década de 2000, citó el caso de Engelbrecht como el primero que lamenta no haber resuelto durante su mandato.

Al no hacerlo, la policía empezó a investigar su desaparición y a los 15 días el caso ya estaba en manos de la división de homicidios. Formaron un destacamento policial llamado SoKo Sonja, formado por seis detectives especializados en investigaciones de homicidios y personas desaparecidas. El destacamento interrogó a más de 80 posibles testigos y siguió un gran número de posibles pistas. Desde el principio, la policía excluyó al amigo como sospechoso. También investigaron posibles vínculos con el mundo de la droga de Múnich, para el que la Stiglmaierplatz era un punto de encuentro en los años 1990, e incluso desenterraron el pequeño jardín de la familia de Engelbrecht para descartar cualquier posibilidad. A pesar de la falta de pruebas concluyentes, la policía llegó a considerar un homicidio como la hipótesis más probable y, al parecer, informó a los padres en algún momento de que no había mucho más que hacer, salvo «esperar a que se encuentre su cuerpo».
La policía recibió nueva información en 2010, después de que el caso apareciera en varios programas de televisión. Varias mujeres se presentaron y denunciaron a un hombre que se les había acercado la noche de su desaparición, y el jefe de la división de homicidios de Múnich, Josef Wilfling, se mostró optimista sobre la resolución del caso. Cuando esto no ocurrió, la policía decidió colaborar con el programa televisivo Aktenzeichen XY... ungelöst, emitido por ZDF, y dirigirse al público. El 28 de noviembre de 2012, el nuevo investigador jefe Robert Bastian presentó el caso en el programa. Señaló que la Stiglmaierplatz estaba cerca del paseo de Múnich en la década de 1990 y que los clientes potenciales solían cruzarla mientras recorrían la zona. Por ello, preguntó si las antiguas prostitutas o sus clientes estarían dispuestos a presentarse como testigos. Sin embargo, ninguno de estos esfuerzos proporcionó más pistas sobre lo que le ocurrió después de las 2:30 de la madrugada del 11 de abril, y el portavoz de la policía Werner Kraus calificó su desaparición de «caso sin pistas».

## Descubrimiento del cuerpo y reapertura del caso
El 23 de noviembre de 2021, se anunció que un hueso fue encontrado por trabajadores forestales en el verano de 2020 en un bosque cerca de Kipfenberg (Baviera), a unos 100 km al norte de la última ubicación conocida de Engelbrecht. El 30 de marzo de 2022, los investigadores anunciaron que se estaban realizando nuevas búsquedas a gran escala. Se encontraron más huesos y fragmentos óseos en una ladera escarpada dentro de una grieta, entre ellos un trozo de mandíbula inferior con dientes, que está siendo examinado mediante tecnología de ADN. Los investigadores suponen que la grieta es el lugar donde fue depositada Engelbrecht, que se encuentra a sólo unos 200 metros del fémur hallado en 2020. Aunque se ha acusado a varias personas de matarla, no se ha dictaminado que se trate de un caso de asesinato y se desconoce la causa de la muerte.
Para ayudar con las nuevas pistas descubiertas, la policía decidió volver a hacerlo público. Para ello, colaboraron con Aktenzeichen XY... ungelöst, que presentó el caso de Engelbrecht por segunda vez en marzo de 2023. En esta emisión, el investigador principal, Roland Baader, presentó una serie de nuevos hallazgos y pidió información a los espectadores. Baader confirmó que la policía había podido crear un perfil de ADN a partir de las pruebas recién adquiridas y pidió que se informara incluso de «vagas sospechas». También presentó fragmentos de una manta encontrada junto a los restos de Engelbrecht y preguntó por posibles pistas sobre su identidad. El programa dio lugar a un número considerable de pistas, con más de 50 llamadas recibidas sólo durante el episodio. En las semanas siguientes al episodio, un detective aficionado consiguió identificar el tipo de manta a partir de los objetos mostrados en el episodio.

## Cobertura mediática
Al principio, el caso suscitó escaso interés y fue cubierto sobre todo por los periódicos locales. Por ello, sus padres intentaron dar a conocer la desaparición de su hija concediendo entrevistas y apareciendo en programas de televisión como el programa de entrevistas de RTL con Hans Meiser, en Fliege de Das Erste y en el programa Bitte melde dich, en Sat.1. El interés por su caso aumentó cuando, en 2012, apareció en el popular programa policíaco alemán Aktenzeichen XY... ungelöst debido a las similitudes percibidas con la desaparición de Natascha Kampusch. El episodio dio a conocer su caso a una audiencia de millones de personas, y los periódicos y revistas nacionales comenzaron a informar sobre su desaparición. En octubre de 2013, su madre apareció en Menschen bei Maischberger.
Cuando en 2021 se confirmó que el fémur hallado recientemente pertenecía a Engelbrecht, la RTL entrevistó al biólogo forense Mark Benecke sobre las posibles pistas que podrían surgir del hallazgo. En 2022, el popular programa alemán de novela negra Tatort emitió el episodio «Borowski und der Schatten des Mondes», en el que el caso de Engelbrecht ha servido de inspiración. En 2023, Aktenzeichen XY... ungelöst cubrió su caso por segunda vez. Este episodio dio lugar a una serie de nuevas pistas y las principales publicaciones informaron periódicamente sobre los nuevos avances en el caso.
Los medios de comunicación también informaron sobre la difícil relación entre la familia de Engelbrecht y la policía. Sus padres expresaron su frustración por lo que percibían como una falta de confianza y un enfoque equivocado en la investigación. Por otro lado, Udo Nagel publicó una carta abierta en el Süddeutsche Zeitung en la que abordaba y rechazaba estas acusaciones. Josef Wilfling, jefe de la división de homicidios de Múnich en la década de 2000, utilizó el caso de Engelbrecht en una entrevista sobre la desaparición de Rebecca Reusch para señalar el difícil «acto de equilibrio» al que se enfrentan los investigadores de homicidios cuando hablan con los familiares de una persona desaparecida.

## Teorías

### Los padres
Antes del hallazgo de sus restos, los padres de Engelbrecht opinaron que su hija podría haber sido víctima de la trata de personas. También especularon sobre posibles autores de la escena ocultista y gótica. Los padres también expresaron dudas sobre la versión de los hechos del amigo, afirmando que la hermana de Engelbrecht no había recibido ninguna llamada telefónica esa noche y que tanto una cabina telefónica como una parada de tranvía habrían sido más rápidas de alcanzar que caminar hasta Stiglmaierplatz. Por lo tanto, sospechaban que dicho amigo podría haber estado implicado en su desaparición.

### La policía
La policía, sin embargo, descartó en un primer momento como sospechosos a los acompañantes de Engelbrecht de aquella noche y confirmó en repetidas ocasiones que sus declaraciones coincidían con los resultados de la investigación en todos los puntos relevantes para el crimen. En un principio supusieron que podría haberse fugado durante unos días, pero cuando no volvió a aparecer, la policía empezó a considerar el homicidio como la hipótesis más probable. El jefe de la División de Homicidios de Múnich en aquel momento, Udo Nagel, afirmó que, de lo contrario, los testigos habrían recordado haber visto a la «sorprendentemente atractiva» Engelbrecht aquella noche. Esta teoría se vio corroborada por investigaciones que indicaban que, al menos en una ocasión anterior, había intentado volver a casa haciendo autostop tras una noche de fiesta.
Tras el hallazgo de sus restos en 2020, se encontraron nuevas pruebas que llevaron a la policía a revisar y mejorar su evaluación. Por ejemplo, el hecho de que se la encontrara sin ropa corroboró su teoría de que había sido asesinada en un ataque con motivación sexual. En su lugar, el asesino tenía su cuerpo envuelto en lonas que se habían utilizado previamente durante trabajos de construcción o renovación. Por ello, la policía cree que el autor del crimen podría haber sido pintor de casas o haber participado en obras de renovación en 1995, lo que se ha relacionado con una gran feria del sector de la construcción que se celebró en la Theresienwiese de Múnich el fin de semana anterior a su desaparición. Además, se supone que su asesino tenía una estrecha relación con Kipfenberg, ya que el lugar donde fue encontrada era de difícil acceso y apenas conocido incluso entre los lugareños.

### Otras pesquisas
Debido a ciertas similitudes con la desaparición de otras dos mujeres en Múnich en los años 90, también se ha sospechado que el responsable podría ser un asesino en serie. Sin embargo, tras la aparición de nuevas pruebas en estos casos, la policía dejó de suponer una conexión. Los comentaristas también señalaron similitudes con la violación y asesinato de una joven en Friburgo en 1997, que también había desaparecido tras una feria industrial y cuyo cuerpo fue encontrado posteriormente en un bosque. La prensa también especuló sobre una posible conexión con el hallazgo de dos cadáveres, que también fueron encontrados en un bosque cerca de Kipfenberg en 2020. Los dos muertos fueron identificados como una joven pareja de Ingolstadt que llevaba desaparecida desde 2002. Sin embargo, la fiscalía de Ingolstadt considera que el caso de la pareja está relacionado con la escena de la droga de Ingolstadt y describió la proximidad temporal y espacial con el descubrimiento de Engelbrecht como una «coincidencia muy, muy extraña».